# Джо Корво
Джозеф Корво (англ. Joseph Corvo; 20 червня 1977, м. Оук-Парк, США) — американський хокеїст, захисник.
Виступав за Університет Західного Мічигану (NCAA), «Спрингфілд Фелконс» (АХЛ), «Гемптон-Роудс Адміралс» (ECHL), «Лоуелл-Лок Монстерс» (АХЛ), «Манчестер Монаркс» (АХЛ), «Лос-Анджелес Кінгс», «Чикаго Вулвз» (АХЛ), «Оттава Сенаторс», «Кароліна Гаррікейнс», «Вашингтон Кепіталс», «Бостон Брюїнс».
В чемпіонатах НХЛ — 581 матч (79+183), у турнірах Кубка Стенлі — 45 матчів (5+13).
У складі національної збірної США учасник чемпіонатів світу 2003 і 2006 (13 матчів, 0+1). У складі молодіжної збірної США учасник чемпіонату світу 1997.
Досягнення
- Срібний призер молодіжного чемпіонату світу (1997).